# Котастла (муниципалитет)
Котастла (исп. Cotaxtla) — муниципалитет в Мексике, штат Веракрус, расположен в регионе Сотавенто. Административный центр — город Котастла.